# دانشگاه اودسا
دانشگاه ملی اودسا (اوکراینی: Одеський національний університет імені І. І. Мечникова) واقع در اودسا، اوکراین، یکی از دانشگاه‌های بزرگ کشور است که به نام دانشمند. الیا متچنیکف (که در زمینه ایمونولوژی، میکروب‌شناسی و جنین‌شناسی تکاملی)، برندهٔ جایزه نوبل در سال ۱۹۰۸ شد. این دانشگاه در سال ۱۸۶۵، با صدور فرمان تزار الکساندر دوم روسیه، سازماندهی مجدد دبیرستان ریشلیو اودسا به دانشگاه جدید امپریال نووروسیا باز تأسیس شد. در دوران اتحاد جماهیر شوروی، این دانشگاه به دانشگاه دولتی اودسا I. I. متچنیکف تغییر نام یافت (به معنای واقعی کلمه، "دانشگاه دولتی اودسا به نام I. I. متچنیکف").